# Кариаппа, Кодандера Мадаппа
У этого человека индийское имя, в котором Кариаппа — личное имя, Мадаппа — отчество, Кодандера — родовое имя.
Кодандера Мадаппа Кариаппа (англ. Kodandera Madappa Cariappa; 28 января 1899, Шаниварсанте, Кург, Британская Индия — 15 мая 1993, Бангалор, Индия) — индийский военный деятель и дипломат, главнокомандующий Сухопутными войсками Индии в 1949—1953 годах. Наравне с Сэмом Манекшоу является одним из двух офицеров Сухопутных войск Индии, которые получили пятизвёздочное звание фельдмаршала.
Военная карьера Кариаппы длилась почти три десятилетия. Родившись недалеко от города Мадикери, он вступил в Британскую индийскую армию вскоре после окончания Первой мировой войны и был назначен временным первым лейтенантом в 88-м Карнатическом пехотном полку. В начале своей карьеры Кариаппу переводили из одного полка в другой, прежде чем он был переведён в Раджпутский полк, который стал его постоянным полком.
Кодандера Мадаппа Кариаппа был первым индийским военнослужащим, поступившим в Кветтаский командно-штабной колледж, первым индийцем, командовавшим батальоном, а также был одним из первых двух индийцев, отобранных для прохождения обучения в Королевском колледже оборонных исследований в Кемберли. Он служил на различных должностях в штабах различных подразделений и командования, а также в Генеральном штабе в Нью-Дели. Перед тем, как стать главнокомандующим Сухопутными войсками Индии, Кариаппа служил главнокомандующим Восточным и Западным командованиями Индии.

## Биография

### Детство и образование
Кариаппа родился 28 января 1899 года в деревне Шаниварсанте на территории провинции Кург (современный округ Кодагу, штат Карнатака) в семье фермеров, принадлежащих к этнической группе кодава. Его отец — Мадаппа, работал в налоговом департаменте. Он был вторым ребёнком в семье из четырех сыновей и двух дочерей.
Среди своих родственников Кодандера Мадаппа Кариаппа был известен как «Чимма». После завершения образования в Центральной средней школе города Мадикери в 1917 году, он поступил в Президентский колледж при Мадрасском университете города Ченнаи, чтобы продолжить там своё образование. Во время учёбы в колледже Кариаппа узнал, что индийцев набирают в армию, и что они должны проходить дальше обучение там. Поскольку он хотел служить солдатом, подал заявку на обучение в армии. Из 70 абитуриентов Кариаппа стал одним из 42-х, которым, наконец, было разрешено поступить в Кадетский колледж Дейли города Индаур. Он показал хорошие результаты во всех аспектах своего обучения в этом колледже и закончил его седьмым в своём классе.

### Военная карьера

#### Ранняя военная карьера
Кариаппа окончил колледж 1 декабря 1919 года и получил временную комиссию. Впоследствии, 9 сентября 1922 года, ему была предоставлена постоянная комиссия, вступившая в силу ещё 17 июля 1920 года. Это было сделано для того, чтобы звание Кариаппы было младше по сравнению с офицерским званием, которое было выдано ему Королевским военным училищем города Сандхерста 16 июля 1920 года. Затем он был зачислен во 2-й батальон 88-го карнатического пехотного полка в Бомбее в качестве временного младшего лейтенанта. 1 декабря 1920 года Кариаппа был произведён во временные лейтенанты. Позже его перевели во 2-й батальон 25-й бомбейской стрелковой дивизии, члены которой в мае 1920 года перебрались в Месопотамию (современный Ирак). 17 июля 1921 года Кодандере Мадаппе Кариаппе было присвоено звание лейтенанта. По возвращении в Индию в июне 1922 года он был переведён в 37-й личный полк принца Уэльского. В июне 1923 года Кариаппу перевели в 1-й батальон 7-го Раджпутского полка, который стал его постоянным местом дислокации.
В 1925 году Кодандера Мадаппа Кариаппа отправился в мировое турне по Европе, США, Китаю и Японии. Он встретил большое количество солдат и гражданских лиц из разных стран. Считается, что это турне оказалось для него познавательным. Когда Кариаппа служил в городе Фатехгарх, супруга британского офицера дала ему прозвище «Киппер». В 1927 году Кариаппа был произведён в капитаны, однако официально об этом не сообщалось в газетах до 1931 года.
Кодандера Мадаппа Кариаппа был назначен заместителем помощника генерал-квартирмейстера в административном центре округа Пешавар в 1931 году. Опыт, который он там приобрёл, его обучение в Королевском объединённом институте оборонных исследований в 1932 году и курсы обучения, которые он посещал в Учебном корпусе по стрелковому оружию и Королевской артиллерийской школе, помогли ему сдать вступительные экзамены в Кветтаский командно-штабной колледж. Он был первым индийским военным офицером, поступившим туда. Хотя офицеры обычно получали штатные назначения после завершения курса обучения, Кариаппа получил его только два года спустя. До тех пор он служил в полку со своим дислокационным полком в Северо-Западной пограничной провинции. В марте 1936 года Кодандера Мадаппа Кариаппа был назначен штабс-капитаном на плато Декан. В 1938 году Кариаппа был произведён в майоры и назначен заместителем помощника адъютанта и генерал-квартирмейстера.

#### Вторая мировая война
В 1939 году был создан Комитет «Skeen» для изучения вариантов утверждения своих офицерских званий в Британской индийской армии. Поскольку Кариаппа был одним из самых высокопоставленных индийских офицеров со стажем службы около 19 лет, комитет провёл с ним несколько бесед. Кодандера Мадаппа Кариаппа выразил своё недовольство обращением с индийскими офицерами в армии. Он подчеркнул дискриминацию, проявленную по отношению к индийским офицерам в плане назначений, продвижения по службе, льгот и надбавок, на которые европейские офицеры имели право, а индийские — нет.
После начала Второй мировой войны Кариаппа был назначен бригадным майором в 20-ю индийскую пехотную бригаду, дислоцированную в Дераджате. Позже он был назначен генерал-квартирмейстером 10-й индийской пехотной дивизии, которая дислоцировалась в Ираке. Кариаппа упоминанается в депешах в качестве квартирмейстера и генерал-квартирмейстера 10-й дивизии генерала (впоследствии фельдмаршала) Уильяма Слима. Кодандера Мадаппа Кариаппа служил в Ираке, Иране и Сирии в 1941—1942 годах, а затем в Бирме в 1943—1944 годах. Вернувшись в Индию в марте 1942 года, он был назначен заместителем командира недавно сформированного 7-го Раджпутского пулемётного батальона в Фатехгархе. 15 апреля 1942 года Кариаппа был произведён в исполняющие обязанности подполковника и назначен командиром того же батальона, получив временное повышение до подполковника 15 июля. С этим назначением он стал первым индийцем, командовавшим батальоном в Британской индийской армии. Кариаппе удалось стабилизировать недавно созданный батальон с точки зрения администрирования, обучения и обращения с оружием. Позже этот батальон было переименован в 52-й Раджпутский и передан 43-й бронетанковой дивизии. В течение нескольких месяцев этот батальон претерпел два преобразования и два перехода. Сначала пулемёты батальона были заменены танками, чтобы преобразовать его в бронетанковый полк. Но вскоре батальон был преобразован в пехотный и переименован в 17-й батальон 7-го Раджпутского полка. Впоследствии он был переведён в Секундерабад. Этот шаг привел к беспорядкам среди военнослужащих подразделения, с которыми Кариаппа успешно справился.
1 апреля 1943 года Кодандера Мадаппа Кариаппа был назначен помощником генерал-квартирмейстера в штабе Восточного командования Индии. Хотя Кариаппа хотел служить в бою, случай не благоприятствовал ему. В августе 1943 года, когда было сформировано командование Юго-Восточной Азии и под его управление была передана Четырнадцатая армия, К. М. Кариаппа пошёл добровольцем на действительную службу на войне. Но его снова назначили командиром 26-й пехотной дивизии, дислоцированной в Бутхидаунге в Бирме. Дивизия сыграла важную роль в «отталкивании» японцев от Аракана. За свои заслуги в операции Кариаппа был награждён орденом Британской империи в июне 1945 года.
1 ноября 1944 года Кариаппа был повышен до исполняющего обязанности бригадного генерала, но не получил ожидаемого командование бригадой. Вместо этого он был назначен членом Комитета по реорганизации под председательством генерал-лейтенанта Генри Уиллкокса. Хотя Кариаппа изначально был недоволен назначением и выразил протест военному министру, этот опыт оказался для него полезным, когда четыре года спустя он занял должность старшего сержанта. Комитет тесно сотрудничал с Генеральным штабом и Секретариатом вице-короля Индии. Это дало британской иерархии возможность оценить Кодандеру Мадаппу Кариаппу.

#### Послевоенная карьера
1 мая 1945 года Кодандера Мадаппа Кариаппа был произведён в бригадиры, став первым индийским офицером, полностью получившим это звание. В ноябре того же года Кариаппа был назначен командиром пограничной бригады «Банну» в Вазиристане. Именно в это время будущий фельдмаршал и президент Пакистана Мухаммед Айюб Хан служил под его началом. В отличие от предыдущих командиров бригады, которые пытались силой удержать местные племена под контролем, Кариаппа решил избрать альтернативный подход, установив с ними дружеские отношения. Когда глава Временного правительства Индии Джавахарлал Неру посетил пограничный регион Банну, то он увидел его чрезвычайно мирным и устоявшимся по сравнению с Размаком, где дислоцировалась другая бригада. Неру был впечатлён тем, как Кариаппа обращался с племенами. К. М. Кариаппа также получил широкую известность за своё обращение с заключёнными из Индийской национальной армии. Когда он посетил один из лагерей, в которых содержались заключённые из Индийской национальной армии, то был тронут условиями, в которых они жили. Из-за этого он немедленно написал адъютант-генералу, рекомендуя улучшить условия их жизни и отпустить некоторых из тех, кто не был виновен. Среди них также были Прем Сахгал, Гурбакш Сингх Диллон и Шах Наваз Хан. Кариаппа отметил, что эти заключённые пользовались значительной поддержкой со стороны индийских лидеров, которые позже стали править Индией. Это привело британские власти к освобождению большинства заключённых, которые были задержаны.
В 1947 году Кодандера Мадаппа Кариаппа стал первым из двух индийцев, отобранных для прохождения обучения в Королевском колледже оборонных исследований в Кемберли на территории Великобритании, чтобы поступить на высшие курсы командования. Благодаря приобретённому им в Королевском колледже оборонных исследований опыту, он чувствовал, что разделение Британской индийской армии во время раздела всей Британской Индии окажет разрушительное воздействие как на индийцев, так и на пакистанцев. Кариаппа объяснил британской иерархии, что без помощи британских офицеров существует риск того, что неопытные индийские офицеры примут вышестоящее командование. Несмотря на это, иерархия не обратила внимания на его опасения. Во время раздела Кодандера Мадаппа Кариаппа руководил разделением Британской индийской армии и разделением её имущества между двумя новыми нациями в качестве ответственного офицера. 30 июля 1947 года он был повышен до звания генерал-майора, став одним из первых индийцев, получивших это звание в боевом подразделении Британской индийской армии вместе с Мухаммадом Акбар Ханом и Раджендрасинхджи Джадеджей.

#### После обретения Индией независимости
После обретения Индией независимости Кодандера Мадаппа Кариаппа был назначен заместителем начальника Генерального штаба Индии. В ноябре 1947 года, получив звание генерал-лейтенанта, он был назначен главнокомандующим Восточным командованием Индии. В январе 1948 года, из-за ухудшения ситуации в Кашмире, Кариаппа был отозван обратно в столицу Индии и назначен главнокомандующим генерал-офицером Дели и Восточного Пенджаба. После принятия этой должности он немедленно переименовал командование в Западное и перенёс его штаб-квартиру в Джамму; впоследствии он создал штаб Западного командования под командованием Сатьяванта Малланны Шринагеша в Удхампуре. Кодандера Мадаппа Кариаппа также назначил Кодандеру Субайю Тимайю командующим генерал-офицером Джамму и Кашмира (позже 19-й дивизией), а Атму Сингха — командующим генерал-офицером Джамму (позже 25-й дивизией).
В рамках Первой индо-пакистанской войны К. М. Кариаппой были предприняты операции «Киппер», «Легко» и «Бизон» с целью захвата городов Новшера, Джхангар, Пунч, Зоджи-Ла, Драс и Каргил. Индией были разработаны планы по полному изгнанию пакистанских войск из Кашмира, но они были остановлены вмешательством США. 6 июля 1948 года штаб Сухопутных войск Индии издал строгие инструкции против проведения каких-либо крупных операций без разрешения США. Кариаппа выразил протест против этого, заявив, что такая политика будет угрожать Леху, Каргилу и, в конечном счёте, долине Кашмир, что поставило бы под угрозу безопасность Индии. Хотя Кодандера Мадаппа Кариаппа попросил две бригады для продолжения наступательных ударов, ему предоставили только одну и разрешили продвинуться к Каргилу. Он не подчинился приказу и нанёс удары в районе Ладакха, позволив Индии установить контроль над регионом. Кариаппа продолжил несколько операций и наступательных ударов по пакистанцам, которые были сопряжены с высоким риском: провал любого из них мог угрожать Вооружённым силам Индии. Впоследствии он был назначен на пост главнокомандующего Сухопутными войсками Индии.

#### Главнокомандующий Сухопутными войсками Индии
Когда в январе 1949 года истекал срок полномочий Роя Бучера на посту главнокомандующего Сухопутными войсками Индии, было решено заменить его индийцем. Кариаппа, Шринагеш и Натху Сингх были претендентами на этот пост. Сатьявант Малланна Шринагеш был на шесть месяцев старше К. М. Кариаппы, но он прослужил не так долго, как Кариаппа, а Натху Сингх прослужил на два с половиной года меньше. Но министр обороны Временного правительства Индии Балдев Сингх был не в пользу Кариаппы. Он связался со Шринагешем и Натху Сингхом, спросив их мнение о назначении на этот пост. Поскольку оба отклонили предложение, Кариаппа стал первым местным главнокомандующим Сухопутными войсками Индии.
15 января 1949 года — день, когда Кодандера Мадаппа Кариаппа стал главнокомандующим Сухопутными войсками Индии, был отмечен как официальный День армии и отмечается в Индии ежегодно. Как главнокомандующий Сухопутными войсками Индии, Кодандера Мадаппа Кариаппа сыграл важную роль в формировании Территориальной армии Индии в 1949 году. Хотя Национальный кадетский корпус Индии был сформирован ещё в 1948 году, именно Кариаппа оказывал поддержку в годы его становления. Эти два взаимодополняющих рода войск позже оказались очень полезными в войнах, которые Индия вела в последующие годы.
Ряд мер, принятых Кодандерой Мадаппой Кариаппой, таких как его отказ призывать в Сухопутные войска Индии бывших военнослужащих Национальной армии Индии, не позволяли организации вмешиваться в политические дела и сохраняли их автономию, несмотря на сильное давление со стороны Джавахарлала Неру. Неру смягчился только тогда, когда пригрозил уйти в отставку. Однако лозунг Индийской национальной армии «Джай Хинд», позже ставший официальной фразой между сотрудниками для приветствия друг друга, Кариаппа принял. Также он отклонил предложение зарезервировать вакансии в армии для зарегистрированных каст и племён Индии, как это было сделано в других государственных службах.
После четырёх лет службы в качестве главнокомандующего Сухопутными войсками Индии, Кодандера Мадаппа Кариаппа ушёл в отставку 14 января 1953 года. Перед уходом в отставку он нанёс прощальный визит Раджпутскому полку в его штаб-квартире в сопровождении сына и дочери. На посту главнокомандующего Сухопутными войсками Индии его сменил Раджендрасинхджи Джадеджа.

### После выхода в отставку и смерть

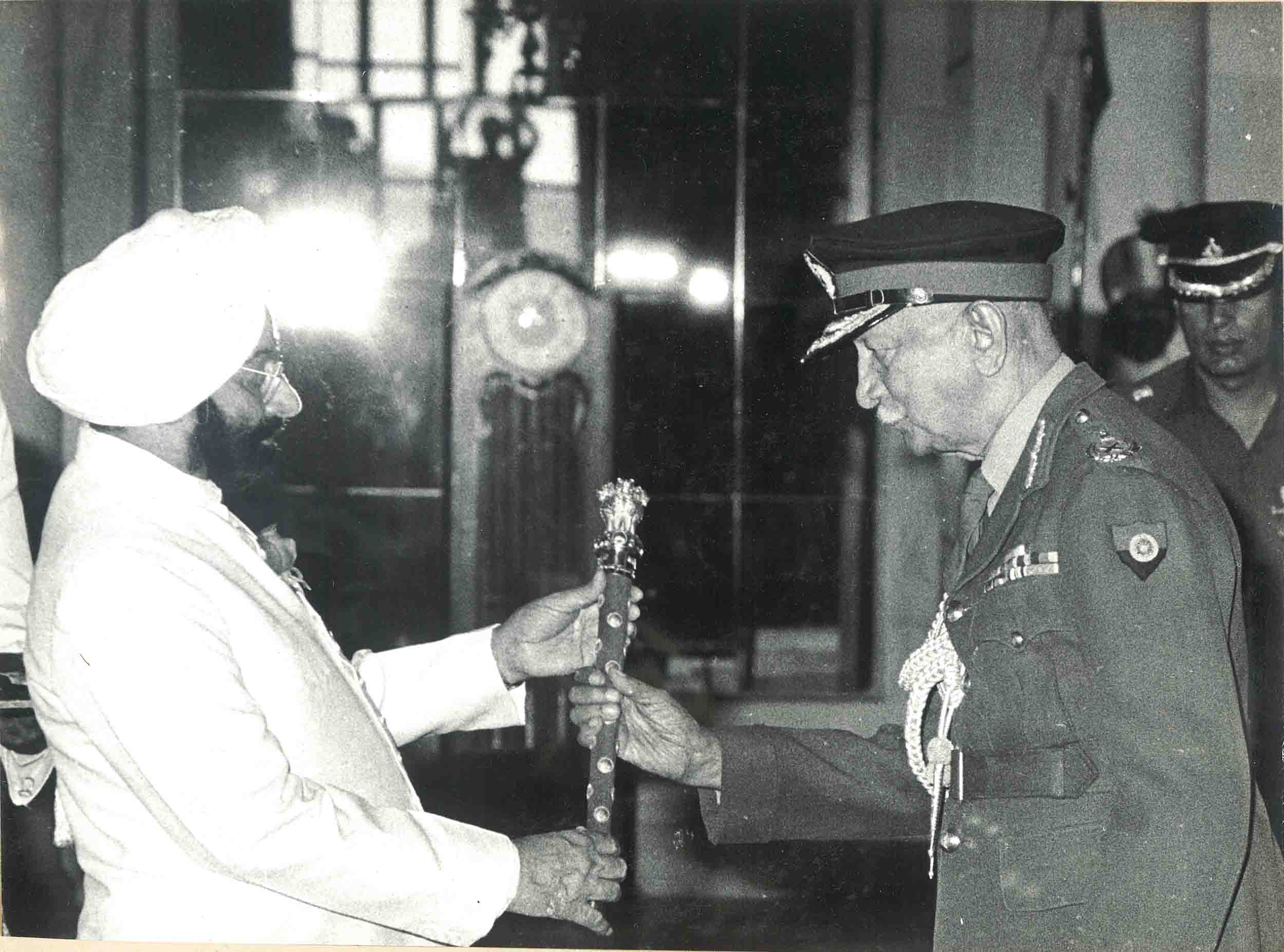
Заил Сингх вручает К. М. Кариаппе звание фельдмаршала

Союзничество Кодандеры Мадаппы Кариаппы с Сухопутными войсками Индии длилось около трёх десятилетий, в течение которого он имел большой опыт штабной и командирской работы. После выхода в отставку в 1953 году он служил верховным комиссаром Индии в Австралии и Новой Зеландии до 1956 года. В целях обеспечения благосостояния бывших военнослужащих, Кариаппа основал Лигу бывших военнослужащих Индии в 1964 году. Также Кодандера Мадаппа Кариаппа сыграл важную роль в создании Директората по переселению (позже Главное управление по переселению) и межведомственной организации при Департаменте социального обеспечения бывших военнослужащих Министерства обороны Индии, которая занималась различными вопросами, связанными с переселением отставных военнослужащих, особенно тех, кто вышел в отставку молодым.
Кодандера Мадаппа Кариаппа принимал участие в реорганизации вооружённых сил многих зарубежных стран, и президент США Гарри Трумэн наградил его орденом «Легион почёта» класса Главнокомандующего.
В знак признания службы, оказанной Кодандерой Мадаппой Кариаппой для нации, Правительство Индии присвоило ему 28 апреля 1986 года звание фельдмаршала на специальной церемонии посвящения, состоявшейся в Раштрапати-Бхаване — официальный резиденции президента Индии.
Здоровье Кариаппы начало ухудшаться в 1991 году: он страдал от артрита и проблем с сердцем. 15 мая 1993 года Кодандера Мадаппа Кариаппа скончался во сне в Командном госпитале города Бангалора, где он проходил лечение в течение нескольких лет. Его бренные останки были кремированы в Мадикери два дня спустя. На кремации присутствовали три начальника подразделений Вооружённых сил Индии вместе с фельдмаршалом Сэмом Манекшоу. Пока почётный караул менялся местами, сын Кариаппы — Кодандера Кариаппа Кариаппа, зажёг погребательный костёр.

## Личная жизнь

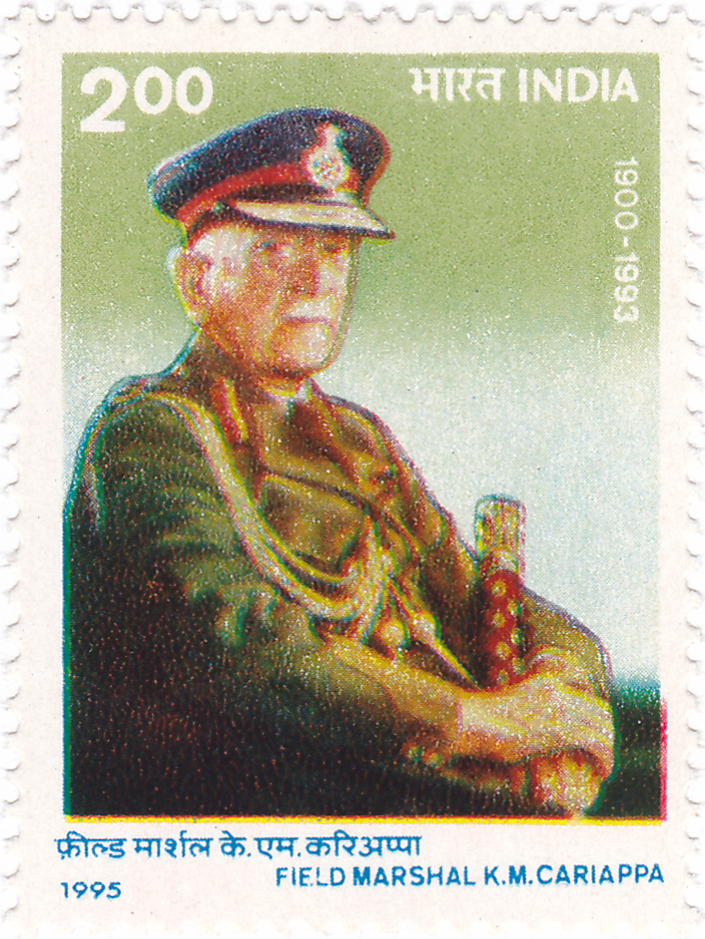
Кариаппа на почтовой марке Индии 1995 года

В марте 1937 года в Секундерабаде Кодандера Мадаппа Кариаппа женился на Мутху Мачиа, являвшейся дочерью лесничего. Изначально их супружеская жизнь была благополучной, но из-за разницы в возрасте почти в 17 лет, идеологических разногласий и профессиональных обязательств Кариаппы, их брак распался. В сентябре 1945 года супружеская пара распалась без какого-либо официального развода. Три года спустя Мутху Мачиа погибла в результате несчастного случая.
У Кодандеры Мадаппы Кариаппы и Мутху Мачиа были сын и дочь. Сын Кариаппы — Кодандера Кариаппа Кариаппа, родился 4 января 1938 года, а дочь Налини — 23 февраля 1948 года. Кодандера Кариаппа Кариаппа поступил на службу в Военно-воздушные силы Индии и дослужил до звания маршала авиации.

## Личность и характер

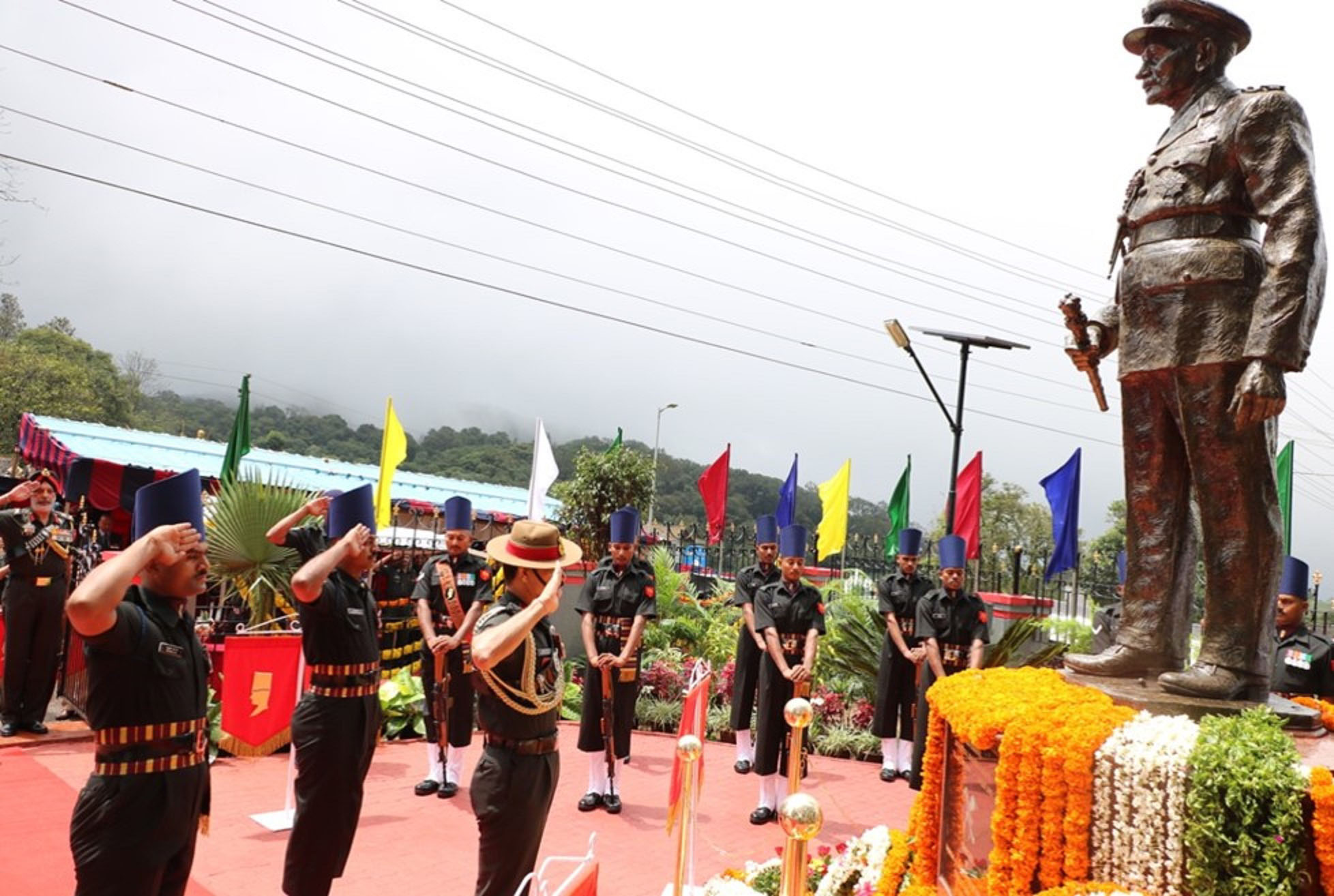
Генерал Далбир Сингх Сухаг отдаёт дань памяти у памятника Кариаппы

По словам биографа Виджая Сингха, «для Кодандеры Мадаппы Кариаппы было неслыханно использовать свои власть и статус в личных целях». Один из примеров, который приводит Сингх, произошёл, когда Кариаппа отправился в
штаб-квартиру Раджпутского полка, чтобы попрощаться перед уходом в отставку. Он привел с собой сына и дочь, и они оба оставались в доме коменданта до следующего дня. Согласно правилам, детям было запрещено посещать офицерскую столовую. Как главный, Кариаппа мог отвести их туда, но он этого не сделал.
После того, как Кодандера Мадаппа Кариаппа стал старшим по званию, он хотел, чтобы майор (позже генерал-лейтенант) Шринивас Кумар Синха стал его военным помощником (магистром). Военный секретарь отметил, что военный помощник должен иметь звание подполковника, для чего требуется минимум шесть с половиной лет службы. Синха был всего лишь майором с пятью годами службы. Узнав об этом, Кариаппа отказался от идеи, не желая нарушать правила.
Во время Второй индо-пакистанской войны сын Кодандеры Мадаппы Кариаппы — Кодандера Кариаппа Кариаппа, был сбит над Пакистаном. Затем он был взят в плен и содержался как военнопленный. Узнав личность раненого военнослужащего в Каргиле, Пакистанская телерадиовещательная корпорация немедленно объявила о поимке сына Кариаппы. Мухаммед Айюб Хан сам связался с Кодандерой Мадаппой Кариаппой, который жил в отставке в Мадикери. Когда Айюб Хан предложил немедленно освободить Кодандеру Кариаппу Кариаппу, он, как сообщается, высмеял эту идею и сказал Мухаммеду Айюбу Хану обращаться с его сыном не лучше, чем с любым другим военнопленным. Виджай Сингх рассказывает, что Кариаппа ответил: «Он больше не мой сын. Он дитя этой страны, военнослужащий, сражающийся за свою родину как истинный патриот. Большое спасибо за ваш добрый поступок, но я прошу вас освободить всех или не отпускать никого. Не оказывайте ему особого обращения».

## Награды
|  |  |  |  |
|  |  |  |  |

| Медаль «За общие заслуги» | Медаль Независимости Индии | Орден Британской империи | Звезда 1939—1945                                  | [ 46 ] |
| Бирманская звезда         | Медаль Войны 1939—1945     | Медаль за службу в Индии | Орден «Легион почёта» (класса Главнокомандующего) | [ 46 ] |

## Звания
| Знак отличия | Звание            | Подразделение              | Дата присвоения                                                                        |
| ------------ | ----------------- | -------------------------- | -------------------------------------------------------------------------------------- |
|              | Второй лейтенант  | Британская индийская армия | 1 декабря 1919 года (временно) 17 июля 1920 года (полностью)                           |
|              | Лейтенант         | Британская индийская армия | 1 декабря 1920 года (временно) 17 июля 1921 года (полностью)                           |
|              | Капитан           | Британская индийская армия | 17 июля 1927 года                                                                      |
|              | Майор             | Британская индийская армия | 17 июля 1938 года                                                                      |
|              | Подполковник      | Британская индийская армия | Июль 1942 года (и. о.) 15 июля 1942 года (временно) 17 июля 1946 года (полностью)      |
|              | Полковник         | Британская индийская армия | 1 ноября 1944 года (и. о.) 1 мая 1945 года (временно)                                  |
|              | Бригадир          | Британская индийская армия | 1 ноября 1944 года (и. о.) 1 мая 1945 года (временно)                                  |
|              | Генерал-майор     | Британская индийская армия | 30 июля 1947 года                                                                      |
|              | Генерал-майор     | Сухопутные войска Индии    | 15 августа 1947 года                                                                   |
|              | Генерал-лейтенант | Сухопутные войска Индии    | 21 ноября 1947 года (и. о.)                                                            |
|              | Генерал           | Сухопутные войска Индии    | 15 января 1949 года (и. о.)                                                            |
|              | Генерал           | Сухопутные войска Индии    | 26 января 1950 года (после повторного ввода в эксплуатацию и изменения знаков отличия) |
|              | Фельдмаршал       | Сухопутные войска Индии    | 15 января 1986 года                                                                    |